# Antennulariellaceae
Antennulariellaceae is een familie van schimmels uit de orde Capnodiales. De wetenschappelijke naam van de familie is voor het eerst geldig gepubliceerd in 1925 door N.N. Woronichin. De soorten komen voor op warme tot tropische plaatsen en groeien op planten. 

## Geslachten
Volgens Index Fungorum bevat deze familie de volgende geslachten:
- Achaetobotrys
- Antennulariella
- Capnofrasera
- Heteroconium